# LP
Un LP o elepé (del inglés long play), también llamado disco de larga duración, es un disco de vinilo de tamaño grande, de 30,5 cm de diámetro, en el cual se puede grabar, en formato analógico, un máximo de unos 20 a 25 minutos de sonido por cada cara desarrollado por la empresa estadounidense Columbia Records. Los LP suelen constar de unas ocho, diez o doce canciones, dependiendo de su duración, y están grabados a una velocidad de 33⅓ revoluciones por minuto (RPM).
Los primeros discos de larga duración se comercializaron hacia 1948, aunque ya existía un precedente de este formato, desarrollado en 1930. Este tipo de disco fue la principal manera de publicar música grabada desde la década de 1950 hasta la de 1980.
A partir de mediados de los años 1980, los LP empezaron a perder protagonismo en favor de las casetes, más pequeñas y resistentes, y ambos formatos fueron desplazados por los CD. A partir del año 2016, en algunos países, como Estados Unidos y países europeos hay un resurgimiento del formato, lo que hace que, ocasionalmente, sean publicadas grabaciones nuevas en LP.

## Historia de los LP

### Discos de banda sonora
Un antecesor directo del formato LP fue el disco de banda sonora utilizado por el sistema de cine sonoro Vitaphone, desarrollado por la empresa estadounidense Western Electric e introducido en 1926. Para los fines del sistema Vitaphone, los menos de cinco minutos de tiempo de reproducción de cada lado de un disco convencional de 12 pulgadas reproducido a 78 rpm no eran aceptables. El sonido debía ser reproducido de forma continua durante al menos 11 minutos, tiempo suficiente para acompañar a una bobina de película de 35 mm de ancho y 1000 pies (304,8 m) de longitud, proyectada a razón de 24 fotogramas por segundo. El diámetro del disco se aumentó a 16 plg (40,6 cm) y la velocidad se redujo a 33 1⁄3 rpm. A diferencia de los LP posteriores, estos discos se grabaron con el mismo ancho de "surco estándar" utilizado para las grabaciones de discos de 78 rpm e incluso, el surco se iniciaba en el interior de la zona grabada cerca de la etiqueta del disco hacia el borde. Como los 78, los primeros discos de banda sonora fueron prensados en un compuesto de goma laca abrasivo y reproducidos con una aguja de acero de un solo uso instalada dentro de un fonocaptor electromagnético masivo con una fuerza de seguimiento de 1,39 N.
A mediados de 1931, todos los estudios de cine de Estados Unidos adoptaron el sistema de grabación de sonido en bandas sonoras ópticas, aunque estos editaron también hasta finales del año 1936, conjuntos de discos de banda sonora, matrizados mediante la transcripción de las bandas sonoras ópticas y reducidos a un tamaño de 12 pulgadas a fin de disminuir los costos, los cuales eran distribuidos a los cines que todavía estaban equipados con proyectores de sonido del sistema Vitaphone.

### Discos de transcripción de radio
La programación de radio bajo licencia a diferentes estaciones se distribuyó en discos de 78 rpm a partir de 1928. La conveniencia de un tiempo de reproducción continua más largo pronto condujo a la adopción del formato de disco del sistema Vitaphone. Aproximadamente en 1930, comenzaron a ser utilizados discos de 16 pulgadas a 33 1⁄3 rpm para la mayoría de estas "transcripciones eléctricas" que reproducían unos 15 minutos por cada lado. Los discos eran grabados desde el borde interno al externo como en los discos de banda sonora o en sentido inverso.
Las piezas musicales más largas transmitidas en vivo que se extendían a lo largo de varios discos, se registraron en los lados impares (Lado "A") de adentro hacia afuera y los lados de número par (Lado "B") de afuera hacia adentro.
Algunos discos de transcripciones fueron grabados con surcos modulados de forma vertical, ya que se encontró que esto permitía no solo un sonido de bajo más profundo, sino también una extensión de la respuesta de frecuencia de gama alta, ninguno de los cuales era necesariamente una gran ventaja en la práctica debido a las limitaciones de la radiodifusión de AM. Sin embargo, hoy en día es posible disfrutar de los beneficios de esas grabaciones de mayor fidelidad, a diferencia de las audiencias de radio originales.
Inicialmente, los discos de transcripción fueron prensados solo en goma laca, pero hacia el año 1932 fueron apareciendo discos prensados por RCA Victor en un plástico denominado "Victrolac" basado en acetato de vinilo. Se utilizaron a veces otros plásticos para realizar estos prensajes. A finales de la década de 1930, el vinilo era estándar para casi todo tipo de discos prensados excepto los discos de 78 rpm comerciales ordinarios, que continuaron siendo fabricados de goma laca.
A partir de mediados de la década de 1930, los discos de acetato de 16 pulgadas grabados a 33 1⁄3 rpm fueron utilizados por las redes de radio para archivar grabaciones de sus emisiones en vivo, y por las estaciones locales estadounidenses para retrasar la emisión de la programación de las redes a las que estaban afiliadas o para pregrabar sus propias producciones. A fines de los años 1940, grabadoras magnéticas fueron adoptadas por las redes radiales y emisoras independientes para grabar espectáculos o repetirlos para ser emitidos en diferentes zonas horarias, pero los prensajes en vinilo de 16 pulgadas se siguieron utilizando en la década de 1960 para su distribución fuera de la red de la programación pregrabada. El estándar del LP de microsurco comenzó a ser incorporado a finales de la década de 1950, y en la década siguiente los discos se redujeron a 12 pulgadas de diámetro, haciéndose físicamente indistinguibles de los LP ordinarios.
A menos que la cantidad requerida fuera muy pequeña, el prensado de discos era un medio más económico para la distribución de audio de alta calidad que la cinta magnética, y la masterización de CDs fue, en los primeros años de esa tecnología, muy cara, por lo que el uso de discos de transcripción en formato de LP continuó hasta la década de 1990.

### Desarrollo inicial por RCA Victor
RCA Victor introdujo una primera versión de un disco de larga duración para uso doméstico en 1930. Estos discos, denominados por RCA Victor "Transcription Program" (Programa de transcripción en idioma español), eran de 30 cm de diámetro, se reproducían a 33 1⁄3 rpm y tenían surcos de 4,5 mil (114,3 µm) y más estrechamente espaciados que los típicos 78s. Estos discos debían ser reproducidos con una aguja de acero cromado especial denominada "Chromium Orange" (Cromo Naranja, en idioma español). Su tiempo de reproducción era de hasta 15 minutos por cada lado, eran utilizados principalmente para la música clásica "seria" y normalmente se prensaban en el plástico Victrolac desarrollado por RCA Victor, que proporcionaba una superficie de reproducción mucho más silenciosa. La Quinta Sinfonía de Beethoven, interpretada por la Orquesta Sinfónica de Filadelfia bajo la dirección de Leopold Stokowski, fue la primera grabación de 12 pulgadas editada. Desafortunadamente, muchas de las ediciones posteriores no eran grabaciones nuevas sino simplemente transcripciones hechas de conjuntos de discos de 78 rpm existentes. Las transcripciones eran notablemente inferiores a los discos de 78 rpm originales. Los tocadiscos provistos con la velocidad de 33 1⁄3 rpm solo eran máquinas caras de gama alta, que se vendieron en pequeñas cantidades, y el público no estaba comprando muchos discos de ningún tipo en el momento. Las ventas de discos en general, en los Estados Unidos habían caído desde un máximo de 37,6 millones de discos vendidos en 1927 a 3,6 millones en 1933, debido a la competencia de la radio y los efectos de la Gran Depresión, ya que las familias compraban una radio para tener más música a menor costo. Pocos o ningún nuevo disco de Transcripción de Programa se grabaron después de 1933 y los tocadiscos de dos velocidades pronto desaparecieron de la línea de productos de consumo. A excepción de algunas grabaciones de música de fondo, los últimos de los títulos emitidos habían sido sacados de catálogo de discos de la compañía a finales de la década.

### Desarrollo comercial por Columbia Records
Peter Goldmark, científico investigador en jefe de los Laboratorios CBS, lideró el equipo que desarrollaría un disco fonográfico que tuviera, por lo menos, 20 minutos de reproducción por cada lado. La investigación, que se inició en 1941, fue suspendida durante la Segunda Guerra Mundial, y luego se reanudó en 1945.
Columbia Records dio a conocer el LP en una conferencia de prensa realizada en el Hotel Waldorf Astoria el 18 de junio de 1948, en dos formatos: 10 pulgadas (25,4 cm) de diámetro, equivalente a la de los sencillos de 78 rpm y 12 pulgadas (30,5 cm) de diámetro. El lanzamiento inicial de los primeros 102 discos en formato LP constaba de 71 discos de doce pulgadas de música clásica y semiclásica, 20 discos de música clásica y ligera de diez pulgadas y 11 discos de música popular de diez pulgadas. De acuerdo con el catálogo inicial de estos discos publicado 3 días después y presentado por la publicación ''The Billboard'' el 3 de julio de 1948. El primer LP de doce pulgadas fue el Concierto en Mi menor Opus 64, de Felix Mendelssohn, ejecutado por el violinista Nathan Milstein con el acompañamiento de la Orquesta Filarmónica de Nueva York, dirigida por Bruno Walter y cuyo número de serie fue ML 4001. 
Este primer LP en 12 pulgadas había sido grabado en una sola sesión el 16 de mayo de 1945 en el teatro Carnegie Hall de Nueva York mediante el método de corte directo de discos maestros de acetato de 16 pulgadas grabados a 33 1⁄3 rpm. Los discos maestros grabados en este formato fueron almacenados por Columbia Records, anticipándose así al lanzamiento del LP en 1948. Según Edward Wallerstein, empleado de Columbia Records, él insistió en que todo lo realizado por la empresa en discos de 78 rpm se grabara en formato de 16 pulgadas a 33 1⁄3 rpm, mencionando también que el técnico de CBS, Adrian Murphy, envió, después de la Segunda Guerra Mundial, desde Luxemburgo una grabadora de cinta alemana Magnetophon a su empresa, la cual adquirió otros grabadores de cinta a las empresas Ampex y EMI, descontinuando en 1947 el método de masterización por corte de disco y suplantándolo por el de grabación de cinta maestra, el cual fue adoptado después de esa época por las empresas radiales y fonográficas en todo el mundo para el registro de audio. De hecho, el 40% de la producción inicial de LP fue realizado mediante la masterización con cinta maestra magnética.

## Formatos competidores
El LP fue pronto confrontado por el "45", un disco de vinilo de 7 pulgadas (17,8 cm) de diámetro de surcos finos, grabado y reproducido a 45 rpm desarrollado y presentado por RCA Victor en 1949. En un intento por competir con los discos LP, se editaron cajas de álbumes de 45, junto con 45s del tipo EP (Extended Play, Duración Extendida), que contenían dos o incluso tres temas en cada lado. A pesar de estos esfuerzos, el 45 tuvo éxito solo en la sustitución directa del disco de 78 como el formato para edición de sencillos de canciones populares individuales.
Las grabadoras de carrete abierto plantearon un nuevo reto para el LP en la década de 1950, pero el mayor costo de las cintas pregrabadas presentadas por las compañías discográficas fue uno de varios factores que limitaron este formato a un pequeño nicho en el mercado. Los cartuchos de 8 pistas y los casetes eran más convenientes y menos costosos que las cintas de carrete abierto y se hicieron populares para el uso en los automóviles a partir de mediados de la década de 1960. Sin embargo, el LP no fue seriamente cuestionado como el medio principal para escuchar música grabada en el hogar hasta la década de 1970, cuando la calidad de audio del formato de casete se mejoró en gran medida gracias a mejores formulaciones de cinta y sistemas de reducción de ruido. La introducción mundial del disco compacto en 1983, que ofreció una grabación normalmente sin ruidos y sin degradado audibles por repetidas reproducciones o por rozaduras leves y arañazos, finalmente tuvo éxito en destronar al LP, ya que los precios inicialmente altos de los CD y reproductores de CD comenzaron a bajar.
Junto con los discos fonográficos en general, algunos de los cuales fueron hechos de otros materiales, los LP son ahora ampliamente conocidos como "vinilos". Desde finales de la década de 1990 y con un crecimiento constante a través del siglo XXI en adelante, se ha producido un renovado interés en el vinilo y la demanda por el medio ha estado en un constante aumento anual en nichos de mercado, sobre todo entre los audiófilos, discjockeys y fanáticos de la música independiente. La mayoría de las ventas de música, al momento de escribir esta sección, son de descargas de formatos de archivos digitales, debido a sus precios generalmente más bajos y amplia disponibilidad, las cuales han hecho disminuir la venta de CD.